# Temida
Témida (tudi Témis) je v grški mitologiji boginja pravičnosti in reda. Je ena izmed Titanid, hči Urana in Gaje. Njena simbola sta tehtnica (kot znak pravičnosti) in meč. Z Zevsom je imela šest otrok, tri sestre, ki jih imenujemo Mojre, in tri druge boginje, imenovane Hore. Že v pradavnini ji je mati Gaja odstopila delfski orakelj. Ko so Grki zahtevali prevlado moških bogov, je orakelj prepustila bogu Apolonu. Toda Piton, ki je varoval preročišče, se mu ni hotel vdati. Apolon ga je zato ubil kar je zelo razjezilo Temido. Od Zevsa je zahtevala, da se njegov sin spokori.